# Pukkisaari (ö i Mellersta Finland, Jämsä, lat 61,69, long 25,07)
Pukkisaari är en ö i Finland. Den ligger i sjön Isojärvi och i kommunen Kuhmois i landskapet Mellersta Finland, i den södra delen av landet, 170 km norr om huvudstaden Helsingfors. Öns area är 16,7 hektar och dess största längd är 0,8 kilometer i sydöst-nordvästlig riktning.